# پولگار (مجارستان)
پولگار (به مجاری:  Polgár) یک منطقهٔ مسکونی در مجارستان است که در ناحیه هایدوناناش واقع شده‌است. پولگار ۹۷٫۴۶ کیلومتر مربع مساحت و ۸٬۴۱۸ نفر جمعیت دارد.